# Zdzisław Józefowicz (rektor)
Zdzisław Józefowicz (ur. 10 czerwca 1926 w Wólce Mławskiej, zm. 13 maja 2002 w Gdańsku) – polski pedagog, inżynier budownictwa, doktor habilitowany nauk społecznych, rektor AWF w Gdańsku.

## Życiorys
W latach 1948–1953 był nauczycielem w szkole podstawowej i średniej. W 1953 został dyrektorem Technikum Budowlanego w Gdańsku. Na stanowisku tym pozostał do 1958 roku, a następnie był wicekuratorem  w gdańskim okręgu szkolnym. W latach 1965- 1970 był wicedyrektorem Studium Nauczycielskiego. Od 1970 pracował na Uniwersytecie Gdańskim jako wykładowca i docent. Od 1979 był pracownikiem Wyższej Szkoły Wychowania Fizycznego w Gdańsku (przekształconej później w Akademię Wychowania Fizycznego). 
W AWF pełnił funkcje dyrektora Instytutu Nauk Humanistycznych, dziekana wydziału, prorektora (1981-1984), a w latach 1987-1990 rektora, a po upływie kadencji, do przejścia na emeryturę w 1996, był kierownikiem Katedry Nauk Humanistycznych. Po przejściu na emeryturę utrzymywał kontakty z uczelnią, był promotorem i recenzentem prac doktorskich.
W latach 1959–1964 był przewodniczącym zarządu Okręgowego Szkolnego Związku Sportowego w Gdańsku. Od 1968 roku do 1976 roku przewodniczył Wojewódzkiej Komisji Polskiego Komitetu Olimpijskiego. W latach 1980–1987 był członkiem zarządu klubu AZS AWF Gdańsk.
Odznaczony Krzyżem Oficerskim Orderu Odrodzenia Polski (2001).